# Zone de secours Warche-Amblève-Lienne
(nl) Hulpverleningszone Warche-Amblève-Lienne
(de) Hilfeleistungszone Warche-Amblève-Lienne
La zone de secours WAL pour Warche Amblève et Lienne, ou encore zone de secours Liège 5, est l'une des 34 zones de secours de Belgique et l'une des 6 zones de la province de Liège.

## Histoire
La loi du 15 mai 2007 adopte la réforme de la sécurité civile belge qui fait suite à la catastrophe de Ghislenghien et qui découpe le territoire belge en zones de secours, à l'instar des zones de Police. Auparavant existaient 251 « services régionaux d'incendie », gérés à l'échelon communal par le Bourgmestre qui en était le responsable.
La zone de secours WAL débute officiellement son existence le 1er janvier 2015, avec pour commandant de zone, l'ancien chef de service des pompiers d'Aywaille : le Capitaine-commandant Luc Burette. Elle est composée de 4 postes et prend le nom de « zone 5 », en rapport avec les six zones que compte la province de Liège. Elle y ajoute le nom des trois rivières principales la traversant : la Warche, l'Amblève et la Lienne.
Le 7 septembre 2018, la zone ouvre une nouvelle caserne à Lierneux, à l'extrémité sud de son territoire, dans une région moins bien desservie, frontalière de la zone de secours Luxembourg. Cela porte le nombre de postes à cinq.
Comme d'autres zones de secours, la zone WAL fut sévèrement affectée par les inondations de juillet 2021 en Belgique qui furent particulièrement violentes sur son secteur.

## Caractéristiques

### Communes protégées
La zone de secours Warche-Amblève-Lienne couvre les 7 communes suivantes :Aywaille, Lierneux, Malmedy, Stavelot, Stoumont, Trois-Ponts et Waimes.

## Casernes
Voir aussi: Liste des services d'incendie belges
La zone Warche-Amblève-Lienne est constituée des 5 casernes suivantes : Aywaille, Malmedy, Stavelot, Waimes et Lierneux.

## Véhicules

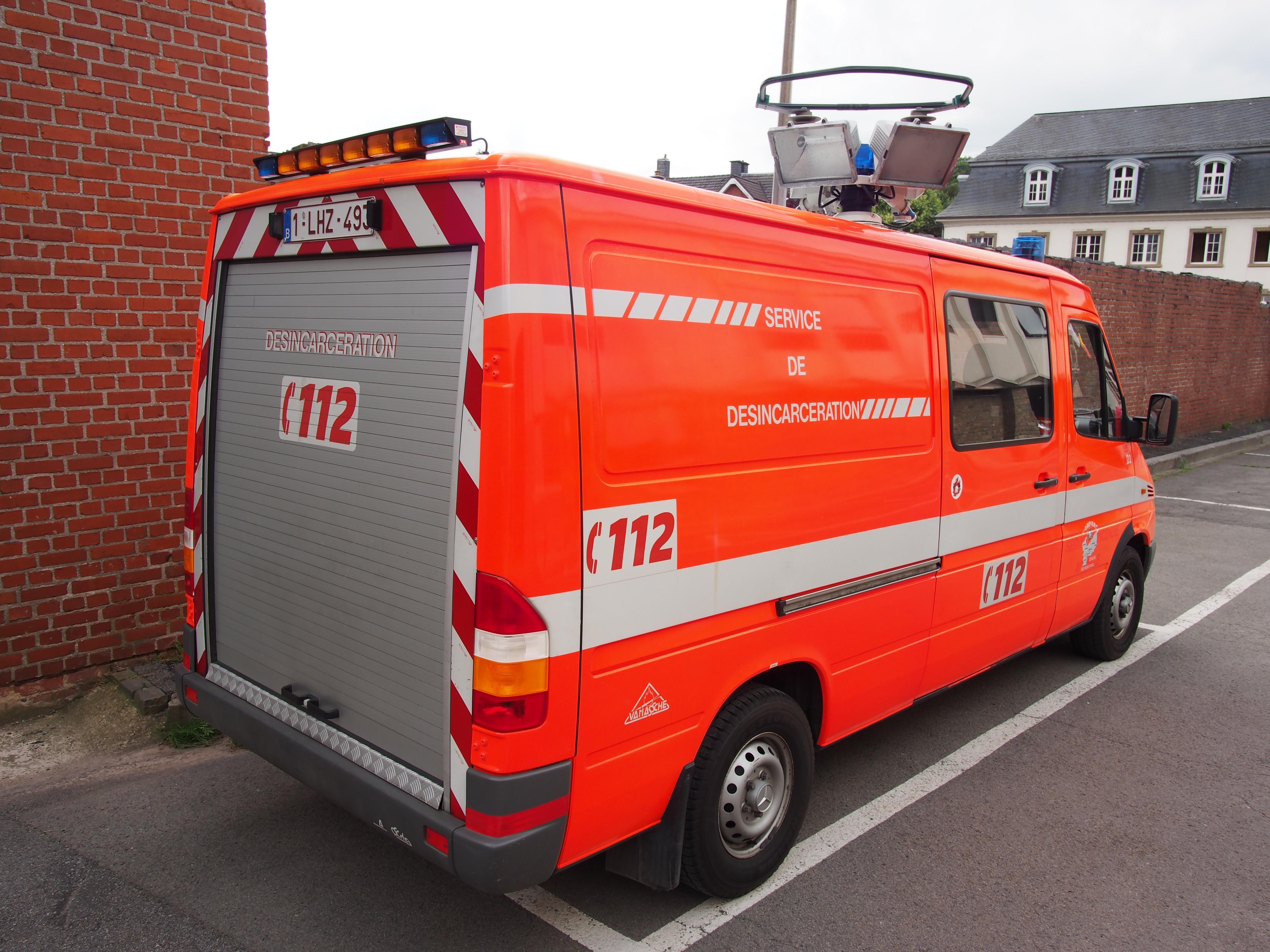
Un camion de désincarcération sur châssis Mercedes-Benz Sprinter.
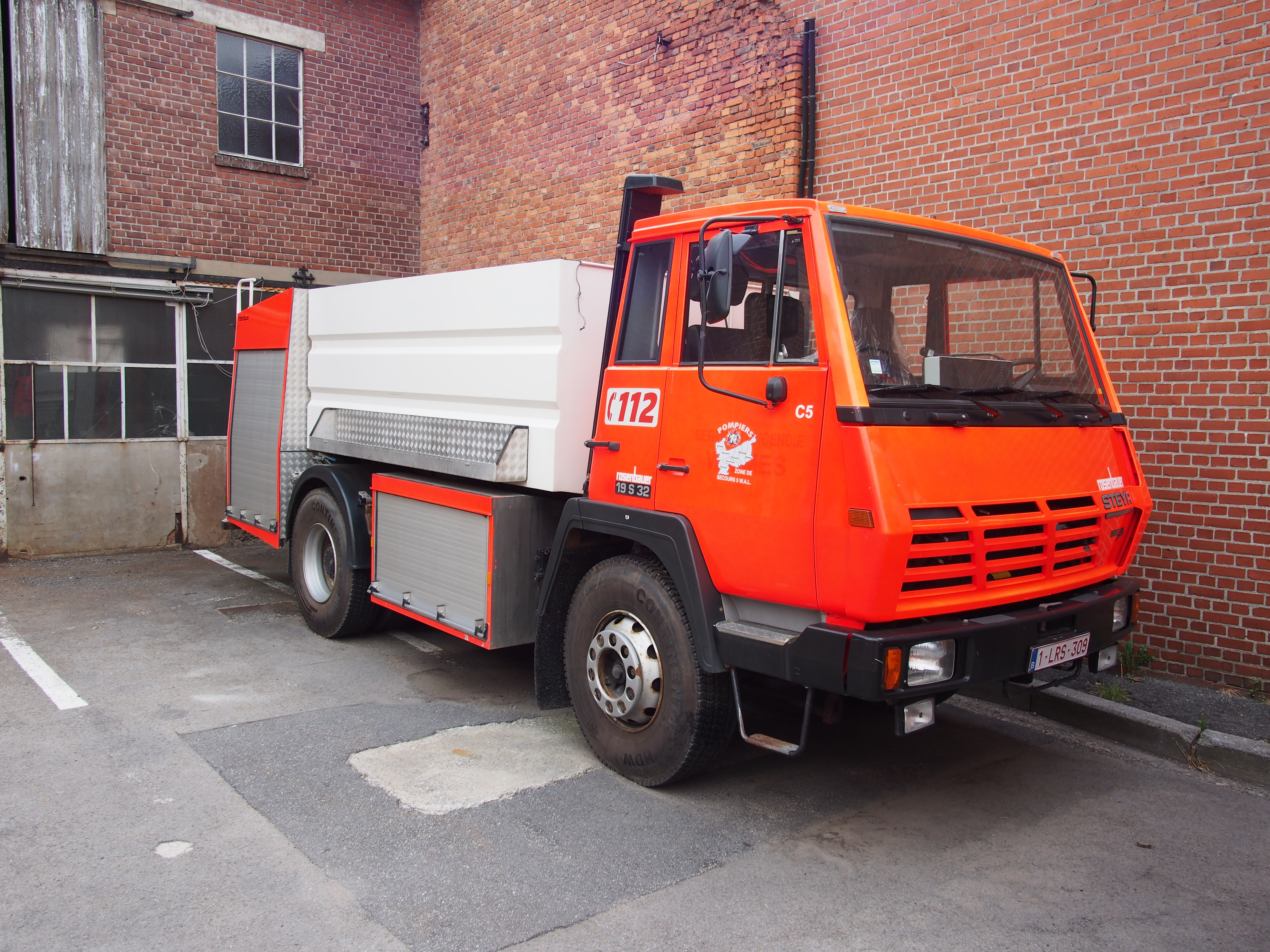
Un ancien camion citerne sur châssis Steyr.
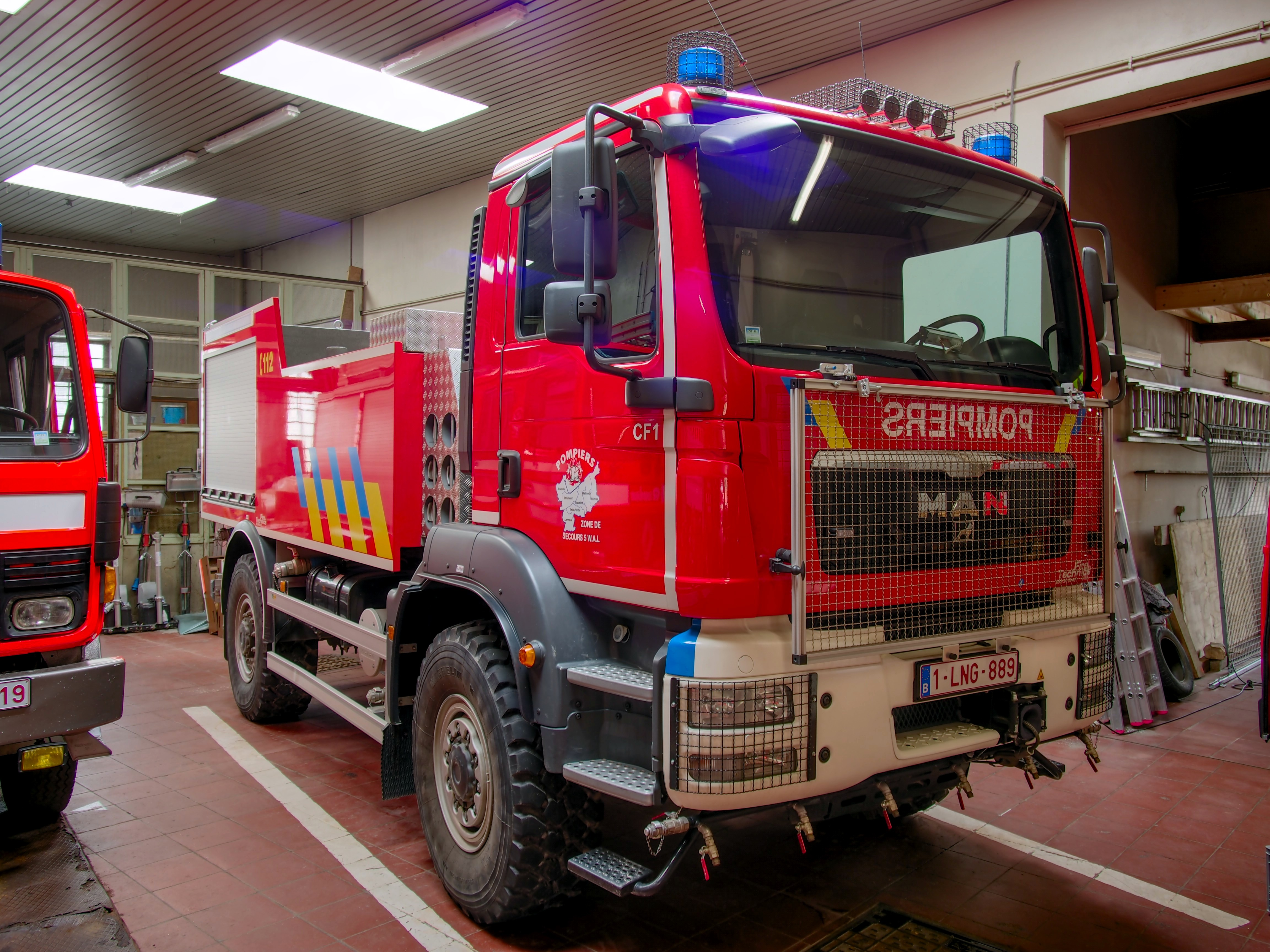
Un camion-citerne tout terrain sur châssis MAN.
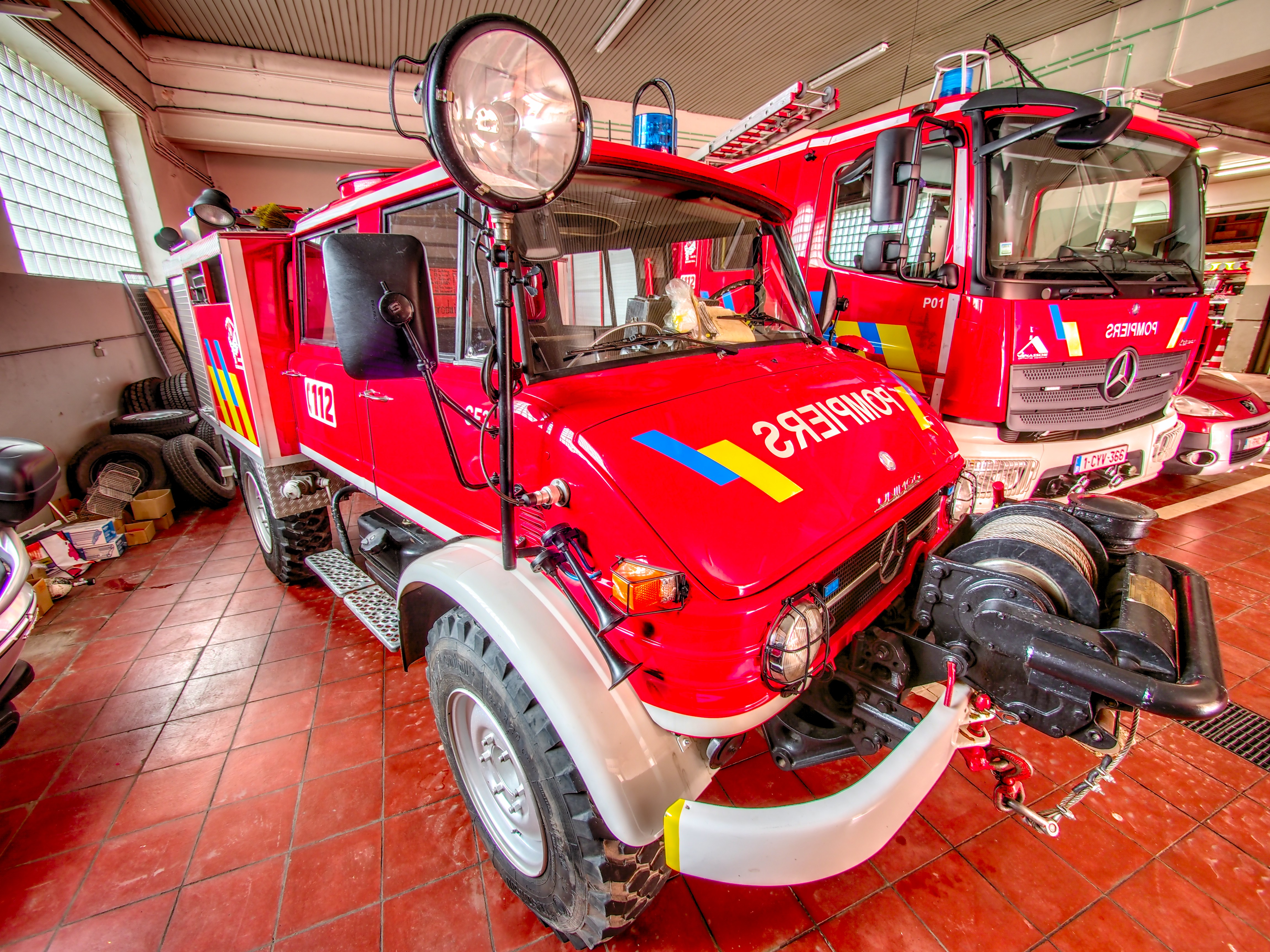
Deux autopompes, l'une tout-terrain sur châssis Mercedes-Benz Unimog et l'autre multifonctionnelle sur châssis Mercedes-Benz Atego.

### Textes de loi
- Loi du 15 mai 2007 concernant la réforme de la sécurité civile belge[4].